# Герб Гельсінгланду
Герб Гельсінгланду (швед. Hälsinglands vapen) — символ історичної провінції (ландскапу) Гельсінгланд. 
Також вживається як елемент символу сучасного адміністративно-територіального утворення лену Євлеборґ.

## Історія
Герб ландскапу відомий з опису похорону короля Густава Вази 1560 року. 

## Опис (блазон)
У чорному полі спинається золота коза з червоними рогами, язиком і копитами. 

## Зміст
У 1560 році коза крокувала у щиті, а пізніше стала спинатися. 
Герб ландскапу може увінчуватися герцогською короною.